# Alf Johansen
Alf Johansen (1º gennaio 1903 – 3 luglio 1974) è stato un calciatore norvegese, di ruolo centrocampista.

## Carriera

### Club
Johansen giocò con la maglia del Kvik Halden.

### Nazionale
Conta una presenza per la Norvegia. Il 10 ottobre 1926, infatti, fu in campo nella sfida persa per 3-4 contro la Polonia.